# 천내선
천내선(川內線)은 강원도 천내군에 있는 강원선의 룡담역과 천내역을 연결하는 조선민주주의인민공화국의 철도이다. 이 노선은 천내역의 시멘트 공장과 함경선(강원선)의 연결을 목적으로 1927년 11월 1일에 개통되었다.

## 노선 정보
- 구간과 거리 : 룡담역~천내역 4.4km
- 역 수 : 2개(양단역 포함)
- 궤도 간격 : 1435mm(표준궤)
- 전철화 구간 : 전 구간(직류 3000V)
- 복선 구간 : 없음

## 역 목록
- 룡담역(龍潭驛)
- 천내역(川內驛)